# Nozomi Sasaki (mannequin)
Pour les articles homonymes, voir Nozomi Sasaki.
Nozomi Sasaki (佐々木 希 Sasaki Nozomi), née le 8 février 1988, est une mannequin, actrice, et chanteuse japonaise. 

## Biographie
Sa carrière commence alors qu'elle est âgée de quatorze ans. Elle collabore avec le magazine Pinky. Devenue idol rapidement, elle fait la couverture de Young Jump en mai 2007. Elle enchaîne sur un photobook en mai 2008 et son premier DVD, intitulé Nozomi (DVD), sort en septembre 2009. En 2011, elle a chanté Papepipu♪ Papipepu♪ Papepipupo♪, l'un des thèmes musicaux de la série animée Beelzebub.

## Filmographie

### Cinéma
- 2008 : The Handsome Suit : Remi
- 2009 : My Rainy Days : Rio Ozawa
- 2012 : Afro Tanaka : Aya Kato, et Paikaji Nankai Sakusen : Kimi
- 2013 : Sango Ranger : Risa Shimabukuro
- 2013 :  Fu-Zoku Changed My Life : Kayo
- 2014 : Ju-on: The Beginning of the End : Yui Ikuno
- 2015 : The Furthest End Awaits : Eriko Yamazaki
- 2015 : Ju-on: The Final : Yui Shōno
- 2016 : Enishi: The Bride of Izumo : Maki Īzuka
- 2016 : Lost and Found : Nanami Kiyokawa
- 2016 : Kanon : Akane Kishimoto
- 2016 : Desperate Sunflowers : Marina Kamiya
- 2016 : My Korean Teacher (Ikinawa Sensei) : Sakura
- 2017 : The Last Cop: The Movie : Yui Suzuki
- 2017 : Tokyo Ghoul : Kaya Irimi

### Télévision
- 2017 : The Many Faces of Ito : Tomomi Shimahara (A)

## Album
- Nozomi Collection (18 avril 2012, Sony Music Japan)[4].